# Монте Урано
Монте Урано (итал. Monte Urano) насеље је у Италији у округу Фермо, региону Марке.
Према процени из 2011. у насељу је живело 6527 становника. Насеље се налази на надморској висини од 189 м.

## Становништво
| 1931. | 1936. | 1951. | 1961. | 1971. | 1981. | 1991. | 2001. | 2011. |
| ----- | ----- | ----- | ----- | ----- | ----- | ----- | ----- | ----- |
| 3.269 | 3.177 | 3.277 | 4.044 | 6.073 | 7.273 | 7.748 | 7.802 | 8.283 |